# Interlands Albanees voetbalelftal 2010-2019
Deze pagina toont een chronologisch en gedetailleerd overzicht van de interlands die het Albanees voetbalelftal heeft gespeeld in de periode 2010 – 2019.

## Interlands

### 2010
|                                                              |                 |       |               |                                                                                  |
| 3 maart Vriendschappelijk № 244 «onderlinge duels» 19:45 uur | Albanië         | 1 – 0 | Noord-Ierland | Qemal Stafastadion, Tirana Toeschouwers: 7.500 Scheidsrechter: Elmir Pilav (BIH) |
| 3 maart Vriendschappelijk № 244 «onderlinge duels» 19:45 uur | Ervin Skela 26' |       |               | Qemal Stafastadion, Tirana Toeschouwers: 7.500 Scheidsrechter: Elmir Pilav (BIH) |

|                                                             |            |                  |         |                                                                                          |
| 25 mei Vriendschappelijk № 245 «onderlinge duels» 19:15 uur | Montenegro | 0 – 1            | Albanië | Pod Goricomstadion, Podgorica Toeschouwers: 6.000 Scheidsrechter: Marijo Strahonja (CRO) |
| 25 mei Vriendschappelijk № 245 «onderlinge duels» 19:15 uur |            | 79' Hamdi Salihi |         | Pod Goricomstadion, Podgorica Toeschouwers: 6.000 Scheidsrechter: Marijo Strahonja (CRO) |

|                                                             |                  |       |         |                                                                                          |
| 2 juni Vriendschappelijk № 246 «onderlinge duels» 19:15 uur | Albanië          | 1 – 0 | Andorra | Qemal Stafastadion, Tirana Toeschouwers: 3.000 Scheidsrechter: Dimitar Meckarovski (MKD) |
| 2 juni Vriendschappelijk № 246 «onderlinge duels» 19:15 uur | Hamdi Salihi 44' |       |         | Qemal Stafastadion, Tirana Toeschouwers: 3.000 Scheidsrechter: Dimitar Meckarovski (MKD) |

|                                                                  |                  |       |             |                                                                                        |
| 11 augustus Vriendschappelijk № 247 «onderlinge duels» 20:30 uur | Albanië          | 1 – 0 | Oezbekistan | Niko Dovanastadion, Durrës Toeschouwers: 8.000 Scheidsrechter: Pavle Radovanović (MNE) |
| 11 augustus Vriendschappelijk № 247 «onderlinge duels» 20:30 uur | Hamdi Salihi 14' |       |             | Niko Dovanastadion, Durrës Toeschouwers: 8.000 Scheidsrechter: Pavle Radovanović (MNE) |

|                                                                             |                   |       |                   |                                                                                               |
| 3 september Kwalificatie EK 2012 Groep D № 248 «onderlinge duels» 20:00 uur | Roemenië          | 1 – 1 | Albanië           | Ceahlăulstadion, Piatra Neamț Toeschouwers: 13.400 Scheidsrechter: Robert Schörgenhofer (AUT) |
| 3 september Kwalificatie EK 2012 Groep D № 248 «onderlinge duels» 20:00 uur | Bogdan Stancu 80' |       | 87' Gjergj Muzaka | Ceahlăulstadion, Piatra Neamț Toeschouwers: 13.400 Scheidsrechter: Robert Schörgenhofer (AUT) |

|                                                                             |                  |       |           |                                                                                     |
| 7 september Kwalificatie EK 2012 Groep D № 249 «onderlinge duels» 20:15 uur | Albanië          | 1 – 0 | Luxemburg | Qemal Stafastadion, Tirana Toeschouwers: 11.800 Scheidsrechter: Richard Trutz (SVK) |
| 7 september Kwalificatie EK 2012 Groep D № 249 «onderlinge duels» 20:15 uur | Hamdi Salihi 37' |       |           | Qemal Stafastadion, Tirana Toeschouwers: 11.800 Scheidsrechter: Richard Trutz (SVK) |

|                                                                           |                    |       |                       |                                                                                          |
| 8 oktober Kwalificatie EK 2012 Groep D № 250 «onderlinge duels» 20:30 uur | Albanië            | 1 – 1 | Bosnië en Herzegovina | Qemal Stafastadion, Tirana Toeschouwers: 11.300 Scheidsrechter: Kristinn Jakobsson (ISL) |
| 8 oktober Kwalificatie EK 2012 Groep D № 250 «onderlinge duels» 20:30 uur | Klodian Duro 45+2' |       | 21' Vedad Ibišević    | Qemal Stafastadion, Tirana Toeschouwers: 11.300 Scheidsrechter: Kristinn Jakobsson (ISL) |

|                                                                            |                                        |       |         |                                                                                |
| 12 oktober Kwalificatie EK 2012 Groep D № 251 «onderlinge duels» 18:30 uur | Wit-Rusland                            | 2 – 0 | Albanië | Dinamostadion, Minsk Toeschouwers: 7.000 Scheidsrechter: Peter Rasmussen (DEN) |
| 12 oktober Kwalificatie EK 2012 Groep D № 251 «onderlinge duels» 18:30 uur | Vitali Rodionov 10' Sergey Krivets 77' |       |         | Dinamostadion, Minsk Toeschouwers: 7.000 Scheidsrechter: Peter Rasmussen (DEN) |

|                                                                  |         |       |           |                                                                                   |
| 17 november Vriendschappelijk № 252 «onderlinge duels» 18:00 uur | Albanië | 0 – 0 | Macedonië | Skënderbeustadion, Korçë Toeschouwers: 12.000 Scheidsrechter: Hüseyin Göçek (TUR) |
| 17 november Vriendschappelijk № 252 «onderlinge duels» 18:00 uur |         |       |           | Skënderbeustadion, Korçë Toeschouwers: 12.000 Scheidsrechter: Hüseyin Göçek (TUR) |

### 2011
|                                                                 |                 |       |                                                |                                                                                          |
| 9 februari Vriendschappelijk № 253 «onderlinge duels» 19:00 uur | Albanië         | 1 – 2 | Slovenië                                       | Qemal Stafastadion, Tirana Toeschouwers: 5.800 Scheidsrechter: Michail Koukoulakis (GRE) |
| 9 februari Vriendschappelijk № 253 «onderlinge duels» 19:00 uur | Ervin Bulku 62' |       | 25' Milivoje Novakovič 90' (pen.) Zlatko Dedič | Qemal Stafastadion, Tirana Toeschouwers: 5.800 Scheidsrechter: Michail Koukoulakis (GRE) |

|                                                                          |                  |       |             |                                                                                            |
| 26 maart Kwalificatie EK 2012 Groep D № 254 «onderlinge duels» 19:00 uur | Albanië          | 1 – 0 | Wit-Rusland | Qemal Stafastadion, Tirana Toeschouwers: 11.500 Scheidsrechter: Markus Strömbergsson (SWE) |
| 26 maart Kwalificatie EK 2012 Groep D № 254 «onderlinge duels» 19:00 uur | Hamdi Salihi 62' |       |             | Qemal Stafastadion, Tirana Toeschouwers: 11.500 Scheidsrechter: Markus Strömbergsson (SWE) |

|                                                                        |                                          |       |         |                                                                           |
| 7 juni Kwalificatie EK 2012 Groep D № 255 «onderlinge duels» 19:15 uur | Bosnië en Herzegovina                    | 2 – 0 | Albanië | Bilino Polje, Zenica Toeschouwers: 9.000 Scheidsrechter: Kevin Blom (NED) |
| 7 juni Kwalificatie EK 2012 Groep D № 255 «onderlinge duels» 19:15 uur | Haris Medunjanin 67' Darko Maletić 90+2' |       |         | Bilino Polje, Zenica Toeschouwers: 9.000 Scheidsrechter: Kevin Blom (NED) |

|                                                              |                                                                      |       |         |                                                                                             |
| 20 juni Vriendschappelijk № 256 «onderlinge duels» 16:00 uur | Argentinië                                                           | 4 – 0 | Albanië | Estadio Monumental, Buenos Aires Toeschouwers: 25.000 Scheidsrechter: Jorge Larrionda (URU) |
| 20 juni Vriendschappelijk № 256 «onderlinge duels» 16:00 uur | Ezequiel Lavezzi 6' Lionel Messi 43' Kun Agüero 75' Carlos Tévez 89' |       |         | Estadio Monumental, Buenos Aires Toeschouwers: 25.000 Scheidsrechter: Jorge Larrionda (URU) |

|                                                                  |                                                    |       |                                   |                                                                                   |
| 10 augustus Vriendschappelijk № 257 «onderlinge duels» 19:00 uur | Albanië                                            | 3 – 2 | Montenegro                        | Loro Boriçistadion, Shkodër Toeschouwers: 5.500 Scheidsrechter: Anton Genov (BUL) |
| 10 augustus Vriendschappelijk № 257 «onderlinge duels» 19:00 uur | Erjon Bogdani 33' Jahmir Hyka 64' Hamdi Salihi 69' |       | 40' Stefan Savić 49' Stefan Savić | Loro Boriçistadion, Shkodër Toeschouwers: 5.500 Scheidsrechter: Anton Genov (BUL) |

|                                                                             |                   |       |                                   |                                                                                         |
| 2 september Kwalificatie EK 2012 Groep D № 258 «onderlinge duels» 21:00 uur | Albanië           | 1 – 2 | Frankrijk                         | Qemal Stafastadion, Tirana Toeschouwers: 30.000 Scheidsrechter: Aleksej Nikolajev (RUS) |
| 2 september Kwalificatie EK 2012 Groep D № 258 «onderlinge duels» 21:00 uur | Erjon Bogdani 46' |       | 11' Karim Benzema 18' Yann M'Vila | Qemal Stafastadion, Tirana Toeschouwers: 30.000 Scheidsrechter: Aleksej Nikolajev (RUS) |

|                                                                             |                                         |       |                   |                                                                                      |
| 6 september Kwalificatie EK 2012 Groep D № 259 «onderlinge duels» 18:30 uur | Luxemburg                               | 2 – 1 | Albanië           | Stade Josy Barthel, Luxemburg Toeschouwers: 2.132 Scheidsrechter: Petteri Kari (FIN) |
| 6 september Kwalificatie EK 2012 Groep D № 259 «onderlinge duels» 18:30 uur | Gilles Bettmer 27' Aurélien Joachim 78' |       | 64' Erjon Bogdani | Stade Josy Barthel, Luxemburg Toeschouwers: 2.132 Scheidsrechter: Petteri Kari (FIN) |

|                                                                           |                                                          |       |         |                                                                                             |
| 7 oktober Kwalificatie EK 2012 Groep D № 260 «onderlinge duels» 20:00 uur | Frankrijk                                                | 3 – 0 | Albanië | Stade de France, Saint-Denis Toeschouwers: 65.239 Scheidsrechter: Michail Koukoulakis (GRE) |
| 7 oktober Kwalificatie EK 2012 Groep D № 260 «onderlinge duels» 20:00 uur | Florent Malouda 11' Loïc Rémy 38' Anthony Réveillère 67' |       |         | Stade de France, Saint-Denis Toeschouwers: 65.239 Scheidsrechter: Michail Koukoulakis (GRE) |

|                                                                            |                  |       |                   |                                                                                        |
| 11 oktober Kwalificatie EK 2012 Groep D № 261 «onderlinge duels» 20:30 uur | Albanië          | 1 – 1 | Roemenië          | Qemal Stafastadion, Tirana Toeschouwers: 3.000 Scheidsrechter: Gediminas Mažeika (LTU) |
| 11 oktober Kwalificatie EK 2012 Groep D № 261 «onderlinge duels» 20:30 uur | Hamdi Salihi 24' |       | 77' Srdjan Luchin | Qemal Stafastadion, Tirana Toeschouwers: 3.000 Scheidsrechter: Gediminas Mažeika (LTU) |

|                                                                  |         |                 |              |                                                                                      |
| 11 november Vriendschappelijk № 262 «onderlinge duels» 17:00 uur | Albanië | 0 – 1           | Azerbeidzjan | Qemal Stafastadion, Tirana Toeschouwers: 1.200 Scheidsrechter: Paolo Mazzoleni (ITA) |
| 11 november Vriendschappelijk № 262 «onderlinge duels» 17:00 uur |         | 22' Rauf Əliyev |              | Qemal Stafastadion, Tirana Toeschouwers: 1.200 Scheidsrechter: Paolo Mazzoleni (ITA) |

|                                                                  |           |       |         |                                                                                       |
| 15 november Vriendschappelijk № 263 «onderlinge duels» 13:00 uur | Macedonië | 0 – 0 | Albanië | Gotse Deltsjevstadion, Prilep Toeschouwers: 3.500 Scheidsrechter: Slavko Vinčić (SLO) |
| 15 november Vriendschappelijk № 263 «onderlinge duels» 13:00 uur |           |       |         | Gotse Deltsjevstadion, Prilep Toeschouwers: 3.500 Scheidsrechter: Slavko Vinčić (SLO) |

### 2012
|                                                                  |                                                       |       |               |                                                                                            |
| 29 februari Vriendschappelijk № 264 «onderlinge duels» 14:00 uur | Georgië                                               | 2 – 1 | Albanië       | Micheil Meschistadion, Tbilisi Toeschouwers: 18.000 Scheidsrechter: Ghenadie Sidenco (MDA) |
| 29 februari Vriendschappelijk № 264 «onderlinge duels» 14:00 uur | Aleksandr Kobachidze 47' Aleksandr Amisoelasjvili 88' |       | 3' Edgar Çani | Micheil Meschistadion, Tbilisi Toeschouwers: 18.000 Scheidsrechter: Ghenadie Sidenco (MDA) |

|                                                             |                |       |                                         | |
| 22 mei Vriendschappelijk № 265 «onderlinge duels» 18:00 uur | Qatar          | 1 – 2 | Albanië                                 | Campo de Fútbol de Vallecas, Madrid Toeschouwers: 100 Scheidsrechter: Carlos Velasco Carballo (ESP) |
| 22 mei Vriendschappelijk № 265 «onderlinge duels» 18:00 uur | Mesaad Ali 53' |       | 46' Elis Bakaj 50' (pen.) Erjon Bogdani | Campo de Fútbol de Vallecas, Madrid Toeschouwers: 100 Scheidsrechter: Carlos Velasco Carballo (ESP) |

|                                                             |                   |       |      |                                                                                     |
| 27 mei Vriendschappelijk № 266 «onderlinge duels» 19:00 uur | Albanië           | 1 – 0 | Iran | BJK Inönüstadion, Istanboel Toeschouwers: 3.000 Scheidsrechter: Hüseyin Göçek (TUR) |
| 27 mei Vriendschappelijk № 266 «onderlinge duels» 19:00 uur | Emiljano Vila 60' |       |      | BJK Inönüstadion, Istanboel Toeschouwers: 3.000 Scheidsrechter: Hüseyin Göçek (TUR) |

|                                                                  |         |       |          |                                                                                      |
| 15 augustus Vriendschappelijk № 267 «onderlinge duels» 19:30 uur | Albanië | 0 – 0 | Moldavië | Qemal Stafastadion, Tirana Toeschouwers: 35.000 Scheidsrechter: Yunus Yildirim (TUR) |
| 15 augustus Vriendschappelijk № 267 «onderlinge duels» 19:30 uur |         |       |          | Qemal Stafastadion, Tirana Toeschouwers: 35.000 Scheidsrechter: Yunus Yildirim (TUR) |

|                                                                             |                                                     |       |                     |                                                                                      |
| 7 september Kwalificatie WK 2014 Groep E № 268 «onderlinge duels» 19:30 uur | Albanië                                             | 3 – 1 | Cyprus              | Qemal Stafastadion, Tirana Toeschouwers: 9.400 Scheidsrechter: Artjom Koetsjin (KAZ) |
| 7 september Kwalificatie WK 2014 Groep E № 268 «onderlinge duels» 19:30 uur | Armando Sadiku 36' Edgar Çani 84' Erjon Bogdani 87' |       | 45+5' Vincent Laban | Qemal Stafastadion, Tirana Toeschouwers: 9.400 Scheidsrechter: Artjom Koetsjin (KAZ) |

|                                                                              |                                             |       |         |                                                                                 |
| 11 september Kwalificatie WK 2014 Groep E № 269 «onderlinge duels» 20:30 uur | Zwitserland                                 | 2 – 0 | Albanië | Swissporarena, Luzern Toeschouwers: 16.500 Scheidsrechter: Ovidiu Haţegan (ROM) |
| 11 september Kwalificatie WK 2014 Groep E № 269 «onderlinge duels» 20:30 uur | Xherdan Shaqiri 23' Gökhan Inler 68' (pen.) |       |         | Swissporarena, Luzern Toeschouwers: 16.500 Scheidsrechter: Ovidiu Haţegan (ROM) |

|                                                                            |                |       |                                           |                                                                                  |
| 12 oktober Kwalificatie WK 2014 Groep E № 270 «onderlinge duels» 19:00 uur | Albanië        | 1 – 2 | IJsland                                   | Qemal Stafastadion, Tirana Toeschouwers: 8.200 Scheidsrechter: Tony Asumaa (FIN) |
| 12 oktober Kwalificatie WK 2014 Groep E № 270 «onderlinge duels» 19:00 uur | Edgar Çani 29' |       | 19' Birkir Bjarnason 81' Gylfi Sigurðsson | Qemal Stafastadion, Tirana Toeschouwers: 8.200 Scheidsrechter: Tony Asumaa (FIN) |

|                                                                            |                 |       |          |                                                                                     |
| 16 oktober Kwalificatie WK 2014 Groep E № 271 «onderlinge duels» 19:45 uur | Albanië         | 1 – 0 | Slovenië | Qemal Stafastadion, Tirana Toeschouwers: 9.000 Scheidsrechter: Martin Hansson (SWE) |
| 16 oktober Kwalificatie WK 2014 Groep E № 271 «onderlinge duels» 19:45 uur | Odise Roshi 36' |       |          | Qemal Stafastadion, Tirana Toeschouwers: 9.000 Scheidsrechter: Martin Hansson (SWE) |

|                                                                  |         |       |          |                                                                                  |
| 14 november Vriendschappelijk № 272 «onderlinge duels» 19:45 uur | Albanië | 0 – 0 | Kameroen | Stade de Genève, Genève Toeschouwers: 4.500 Scheidsrechter: Stephan Studer (SUI) |
| 14 november Vriendschappelijk № 272 «onderlinge duels» 19:45 uur |         |       |          | Stade de Genève, Genève Toeschouwers: 4.500 Scheidsrechter: Stephan Studer (SUI) |

### 2013
|                                                                 |                   |       |                                          |                                                                                          |
| 6 februari Vriendschappelijk № 273 «onderlinge duels» 17:00 uur | Albanië           | 1 – 2 | Georgië                                  | Qemal Stafastadion, Tirana Toeschouwers: 3.000 Scheidsrechter: Dimitar Meckarovski (MKD) |
| 6 februari Vriendschappelijk № 273 «onderlinge duels» 17:00 uur | Erjon Bogdani 25' |       | 41' Mate Vatsadze 82' Oetsja Lobzjanidze | Qemal Stafastadion, Tirana Toeschouwers: 3.000 Scheidsrechter: Dimitar Meckarovski (MKD) |

|                                                                          |           |                  |         |                                                                            |
| 22 maart Kwalificatie WK 2014 Groep E № 274 «onderlinge duels» 19:00 uur | Noorwegen | 0 – 1            | Albanië | Ullevaalstadion, Oslo Toeschouwers: 1.500 Scheidsrechter: Kevin Blom (NED) |
| 22 maart Kwalificatie WK 2014 Groep E № 274 «onderlinge duels» 19:00 uur |           | 67' Hamdi Salihi |         | Ullevaalstadion, Oslo Toeschouwers: 1.500 Scheidsrechter: Kevin Blom (NED) |

|                                                               |                                                                           |       |                     |                                                                                    |
| 26 maart Vriendschappelijk № 275 «onderlinge duels» 19:00 uur | Albanië                                                                   | 4 – 1 | Litouwen            | Qemal Stafastadion, Tirana Toeschouwers: 500 Scheidsrechter: Ivaylo Stoyanov (BUL) |
| 26 maart Vriendschappelijk № 275 «onderlinge duels» 19:00 uur | Alban Meha 33' Edgar Çani 38' Migjen Basha 44' Markus Palionis 59' (e.d.) |       | 74' Evaldas Razulis | Qemal Stafastadion, Tirana Toeschouwers: 500 Scheidsrechter: Ivaylo Stoyanov (BUL) |

|                                                                        |                 |       |               |                                                                                      |
| 7 juni Kwalificatie WK 2014 Groep E № 276 «onderlinge duels» 19:30 uur | Albanië         | 1 – 1 | Noorwegen     | Qemal Stafastadion, Tirana Toeschouwers: 16.900 Scheidsrechter: William Collum (SCO) |
| 7 juni Kwalificatie WK 2014 Groep E № 276 «onderlinge duels» 19:30 uur | Valdet Rama 41' |       | 87' Tom Høgli | Qemal Stafastadion, Tirana Toeschouwers: 16.900 Scheidsrechter: William Collum (SCO) |

|                                                                  |                                |       |         |                                                                                        |
| 14 augustus Vriendschappelijk № 277 «onderlinge duels» 19:45 uur | Albanië                        | 2 – 0 | Armenië | Qemal Stafastadion, Tirana Toeschouwers: 3.000 Scheidsrechter: Stanislav Todorov (BUL) |
| 14 augustus Vriendschappelijk № 277 «onderlinge duels» 19:45 uur | Valdet Rama 21' Ergys Kaçe 67' |       |         | Qemal Stafastadion, Tirana Toeschouwers: 3.000 Scheidsrechter: Stanislav Todorov (BUL) |

|                                                                             |                 |       |         |                                                                                 |
| 6 september Kwalificatie WK 2014 Groep E № 278 «onderlinge duels» 20:00 uur | Slovenië        | 1 – 0 | Albanië | Stožicestadion, Ljubljana Toeschouwers: 13.843 Scheidsrechter: István Vad (HUN) |
| 6 september Kwalificatie WK 2014 Groep E № 278 «onderlinge duels» 20:00 uur | Kevin Kampl 19' |       |         | Stožicestadion, Ljubljana Toeschouwers: 13.843 Scheidsrechter: István Vad (HUN) |

|                                                                              |                                              |       |                |                                                                                      |
| 10 september Kwalificatie WK 2014 Groep E № 279 «onderlinge duels» 20:00 uur | IJsland                                      | 2 – 1 | Albanië        | Laugardalsvöllur, Reykjavík Toeschouwers: 9.768 Scheidsrechter: Andre Marriner (ENG) |
| 10 september Kwalificatie WK 2014 Groep E № 279 «onderlinge duels» 20:00 uur | Birkir Bjarnason 14' Kolbeinn Sigþórsson 47' |       | 9' Valdet Rama | Laugardalsvöllur, Reykjavík Toeschouwers: 9.768 Scheidsrechter: Andre Marriner (ENG) |

|                                                                            |                         |       |                                      |                                                                                     |
| 11 oktober Kwalificatie WK 2014 Groep E № 280 «onderlinge duels» 20:30 uur | Albanië                 | 1 – 2 | Zwitserland                          | Qemal Stafastadion, Tirana Toeschouwers: 14.000 Scheidsrechter: Pedro Proença (POR) |
| 11 oktober Kwalificatie WK 2014 Groep E № 280 «onderlinge duels» 20:30 uur | Hamdi Salihi 89' (pen.) |       | 48' Xherdan Shaqiri 78' Michael Lang | Qemal Stafastadion, Tirana Toeschouwers: 14.000 Scheidsrechter: Pedro Proença (POR) |

|                                                                            |        |       |         |                                                                         |
| 15 oktober Kwalificatie WK 2014 Groep E № 281 «onderlinge duels» 18:00 uur | Cyprus | 0 – 0 | Albanië | GSP-stadion, Nicosia Toeschouwers: 341 Scheidsrechter: Ivan Bebek (CRO) |
| 15 oktober Kwalificatie WK 2014 Groep E № 281 «onderlinge duels» 18:00 uur |        |       |         | GSP-stadion, Nicosia Toeschouwers: 341 Scheidsrechter: Ivan Bebek (CRO) |

|                                                                  |         |       |             |                                                                                           |
| 15 november Vriendschappelijk № 282 «onderlinge duels» 17:00 uur | Albanië | 0 – 0 | Wit-Rusland | Akdeniz Universiteitstadion, Antalya Toeschouwers: 50 Scheidsrechter: Fırat Aydınus (TUR) |
| 15 november Vriendschappelijk № 282 «onderlinge duels» 17:00 uur |         |       |             | Akdeniz Universiteitstadion, Antalya Toeschouwers: 50 Scheidsrechter: Fırat Aydınus (TUR) |

### 2014
|                                                              |                                 |       |       |                                                                                       |
| 5 maart Vriendschappelijk № 283 «onderlinge duels» 18:30 uur | Albanië                         | 2 – 0 | Malta | Niko Dovanastadion, Durrës Toeschouwers: 8.000 Scheidsrechter: Dejan Jakimovski (MKD) |
| 5 maart Vriendschappelijk № 283 «onderlinge duels» 18:30 uur | Migjen Basha 26' Alban Meha 52' |       |       | Niko Dovanastadion, Durrës Toeschouwers: 8.000 Scheidsrechter: Dejan Jakimovski (MKD) |

|                                                             |         |                |          |                                                                                            |
| 31 mei Vriendschappelijk № 284 «onderlinge duels» 19:00 uur | Albanië | 0 – 1          | Roemenië | Stade Municipal, Yverdon-les-Bains Toeschouwers: 5.000 Scheidsrechter: Nikolaj Hänni (SUI) |
| 31 mei Vriendschappelijk № 284 «onderlinge duels» 19:00 uur |         | 82' Răzvan Raţ |          | Stade Municipal, Yverdon-les-Bains Toeschouwers: 5.000 Scheidsrechter: Nikolaj Hänni (SUI) |

|                                                             |                          |       |         |                                                                                           |
| 4 juni Vriendschappelijk № 285 «onderlinge duels» 20:30 uur | Hongarije                | 1 – 0 | Albanië | Ferenc Puskásstadion, Boedapest Toeschouwers: 2.500 Scheidsrechter: Paul McLaughlin (IRL) |
| 4 juni Vriendschappelijk № 285 «onderlinge duels» 20:30 uur | Tamás Priskin 82' (pen.) |       |         | Ferenc Puskásstadion, Boedapest Toeschouwers: 2.500 Scheidsrechter: Paul McLaughlin (IRL) |

|                                                             |            |                                                         |         |                                                                                  |
| 8 juni Vriendschappelijk № 286 «onderlinge duels» 20:30 uur | San Marino | 0 – 3                                                   | Albanië | Stadio Olimpico, Serravalle Toeschouwers: 1.920 Scheidsrechter: Marco Borg (MLT) |
| 8 juni Vriendschappelijk № 286 «onderlinge duels» 20:30 uur |            | 26' Mergim Mavraj 31' Armando Vajushi 72' Emiljano Vila |         | Stadio Olimpico, Serravalle Toeschouwers: 1.920 Scheidsrechter: Marco Borg (MLT) |

|                                                                   |          |                |         |                                                                                             |
| 7 september Kwalificatie EK 2016 Groep I № 287 «onderlinge duels» | Portugal | 0 – 1          | Albanië | Estádio Municipal de Aveiro, Aveiro Toeschouwers: 23.205 Scheidsrechter: Ruddy Buquet (FRA) |
| 7 september Kwalificatie EK 2016 Groep I № 287 «onderlinge duels» |          | 52' Bekim Bala |         | Estádio Municipal de Aveiro, Aveiro Toeschouwers: 23.205 Scheidsrechter: Ruddy Buquet (FRA) |

|                                                                            |                   |       |                |                                                                                 |
| 11 oktober Kwalificatie EK 2016 Groep I № 288 «onderlinge duels» 20:45 uur | Albanië           | 1 – 1 | Denemarken     | Elbasan Arena, Elbasan Toeschouwers: 12.800 Scheidsrechter: Viktor Kassai (HUN) |
| 11 oktober Kwalificatie EK 2016 Groep I № 288 «onderlinge duels» 20:45 uur | Ermir Lenjani 38' |       | 81' Lasse Vibe | Elbasan Arena, Elbasan Toeschouwers: 12.800 Scheidsrechter: Viktor Kassai (HUN) |

|                                                                            |        |       |         |                                                                                      |
| 14 oktober Kwalificatie EK 2016 Groep I № 289 «onderlinge duels» 20:45 uur | Servië | 0 – 3 | Albanië | Partizanstadion, Belgrado Toeschouwers: 25.200 Scheidsrechter: Martin Atkinson (ENG) |
| 14 oktober Kwalificatie EK 2016 Groep I № 289 «onderlinge duels» 20:45 uur |        |       |         | Partizanstadion, Belgrado Toeschouwers: 25.200 Scheidsrechter: Martin Atkinson (ENG) |

|                                                                  |                       |       |                   |                                                                                                  |
| 14 november Vriendschappelijk № 290 «onderlinge duels» 20:45 uur | Frankrijk             | 1 – 1 | Albanië           | Stade de la Route de Lorient, Rennes Toeschouwers: 26.527 Scheidsrechter: Miroslav Zelinka (CZE) |
| 14 november Vriendschappelijk № 290 «onderlinge duels» 20:45 uur | Antoine Griezmann 73' |       | 40' Mërgim Mavraj | Stade de la Route de Lorient, Rennes Toeschouwers: 26.527 Scheidsrechter: Miroslav Zelinka (CZE) |

|                                                                  |                   |       |         |                                                                                                   |
| 18 november Vriendschappelijk № 291 «onderlinge duels» 20:45 uur | Italië            | 1 – 0 | Albanië | Stadio Comunale Luigi Ferraris, Genua Toeschouwers: 26.000 Scheidsrechter: Alexander Harkam (AUT) |
| 18 november Vriendschappelijk № 291 «onderlinge duels» 20:45 uur | Stefano Okaka 82' |       |         | Stadio Comunale Luigi Ferraris, Genua Toeschouwers: 26.000 Scheidsrechter: Alexander Harkam (AUT) |

### 2015
|                                                                          |                                      |       |                         |                                                                                   |
| 29 maart Kwalificatie EK 2016 Groep I № 292 «onderlinge duels» 18:00 uur | Albanië                              | 2 – 1 | Armenië                 | Elbasan Arena, Elbasan Toeschouwers: 12.300 Scheidsrechter: David Fernández (ESP) |
| 29 maart Kwalificatie EK 2016 Groep I № 292 «onderlinge duels» 18:00 uur | Mërgim Mavraj 77' Shkëlzen Gashi 81' |       | 4' (e.d.) Mërgim Mavraj | Elbasan Arena, Elbasan Toeschouwers: 12.300 Scheidsrechter: David Fernández (ESP) |

|                                                              |                |       |           |                                                                                 |
| 13 juni Vriendschappelijk № 293 «onderlinge duels» 18:00 uur | Albanië        | 1 – 0 | Frankrijk | Elbasan Arena, Elbasan Toeschouwers: 12.000 Scheidsrechter: Halis Özkahya (TUR) |
| 13 juni Vriendschappelijk № 293 «onderlinge duels» 18:00 uur | Ergys Kaçe 43' |       |           | Elbasan Arena, Elbasan Toeschouwers: 12.000 Scheidsrechter: Halis Özkahya (TUR) |

|                                                                             |            |       |         |                                                                              |
| 4 september Kwalificatie EK 2016 Groep I № 294 «onderlinge duels» 20:45 uur | Denemarken | 0 – 0 | Albanië | Parken, Kopenhagen Toeschouwers: 35.648 Scheidsrechter: William Collum (SCO) |
| 4 september Kwalificatie EK 2016 Groep I № 294 «onderlinge duels» 20:45 uur |            |       |         | Parken, Kopenhagen Toeschouwers: 35.648 Scheidsrechter: William Collum (SCO) |

|                                                                             |         |                     |          |                                                                                  |
| 7 september Kwalificatie EK 2016 Groep I № 295 «onderlinge duels» 20:45 uur | Albanië | 0 – 1               | Portugal | Elbasan Arena, Elbasan Toeschouwers: 12.000 Scheidsrechter: Jonas Eriksson (SWE) |
| 7 september Kwalificatie EK 2016 Groep I № 295 «onderlinge duels» 20:45 uur |         | 90+2' Miguel Veloso |          | Elbasan Arena, Elbasan Toeschouwers: 12.000 Scheidsrechter: Jonas Eriksson (SWE) |

|                                                                           |         |                                            |        |                                                                                  |
| 8 oktober Kwalificatie EK 2016 Groep I № 296 «onderlinge duels» 20:45 uur | Albanië | 0 – 2                                      | Servië | Elbasan Arena, Elbasan Toeschouwers: 12.500 Scheidsrechter: Nicola Rizzoli (ITA) |
| 8 oktober Kwalificatie EK 2016 Groep I № 296 «onderlinge duels» 20:45 uur |         | 90+1' Aleksandar Kolarov 90+4' Adem Ljajić |        | Elbasan Arena, Elbasan Toeschouwers: 12.500 Scheidsrechter: Nicola Rizzoli (ITA) |

|                                                                            |         |                                                                    |         | |
| 11 oktober Kwalificatie EK 2016 Groep I № 297 «onderlinge duels» 18:00 uur | Armenië | 0 – 3                                                              | Albanië | Republikeins Stadion Vazgen Sargsian, Jerevan Toeschouwers: 4.700 Scheidsrechter: Szymon Marciniak (POL) |
| 11 oktober Kwalificatie EK 2016 Groep I № 297 «onderlinge duels» 18:00 uur |         | 9' (e.d.) Kamo Hovhannisyan 23' Ledian Memushaj 76' Armando Sadiku |         | Republikeins Stadion Vazgen Sargsian, Jerevan Toeschouwers: 4.700 Scheidsrechter: Szymon Marciniak (POL) |

|                                                                  |                                            |       |                                 |                                                                                 |
| 13 november Vriendschappelijk № 298 «onderlinge duels» 18:00 uur | Kosovo                                     | 2 – 2 | Albanië                         | Stadsstadion, Pristina Toeschouwers: 16.000 Scheidsrechter: Lorenc Jemini (ALB) |
| 13 november Vriendschappelijk № 298 «onderlinge duels» 18:00 uur | Bersant Celina 59' (pen.) Elba Rashani 70' |       | 55' Rey Manaj 73' Amir Rrahmani | Stadsstadion, Pristina Toeschouwers: 16.000 Scheidsrechter: Lorenc Jemini (ALB) |

|                                                        |                                         |       |                                                    |                                                                                   |
| 16 november Vriendschappelijk № 299 «onderlinge duels» | Albanië                                 | 2 – 2 | Georgië                                            | Qemal Stafastadion, Tirana Toeschouwers: 2.000 Scheidsrechter: Davide Massa (ITA) |
| 16 november Vriendschappelijk № 299 «onderlinge duels» | Migjen Basha 89' Sokol Cikalleshi 90+4' |       | 2' Aleksandr Amisoelasjvili 53' Giorgi Tsjantoeria | Qemal Stafastadion, Tirana Toeschouwers: 2.000 Scheidsrechter: Davide Massa (ITA) |

### 2016
|                                                     |                                 |       |                   |                                                                                     |
| 26 maart Vriendschappelijk № 300 «onderlinge duels» | Oostenrijk                      | 2 – 1 | Albanië           | Ernst Happelstadion, Wenen Toeschouwers: 28.600 Scheidsrechter: Ivan Kružliak (SVK) |
| 26 maart Vriendschappelijk № 300 «onderlinge duels» | Marc Janko 6' Martin Harnik 13' |       | 47' Ermir Lenjani | Ernst Happelstadion, Wenen Toeschouwers: 28.600 Scheidsrechter: Ivan Kružliak (SVK) |

|                                                     |           |                                         |         |                                                                                              |
| 29 maart Vriendschappelijk № 301 «onderlinge duels» | Luxemburg | 0 – 2                                   | Albanië | Stade Josy Barthel, Luxemburg Toeschouwers: 3.132 Scheidsrechter: Robert Schörgenhofer (AUT) |
| 29 maart Vriendschappelijk № 301 «onderlinge duels» |           | 63' Armando Sadiku 75' Sokol Cikalleshi |         | Stade Josy Barthel, Luxemburg Toeschouwers: 3.132 Scheidsrechter: Robert Schörgenhofer (AUT) |

|                                                             |                                                       |       |                      |                                                                                      |
| 29 mei Vriendschappelijk № 302 «onderlinge duels» 17:30 uur | Albanië                                               | 3 – 1 | Qatar                | Profertil Arena, Hartberg Toeschouwers: 4.500 Scheidsrechter: Alexander Harkam (AUT) |
| 29 mei Vriendschappelijk № 302 «onderlinge duels» 17:30 uur | Arlind Ajeti 24' Ermir Lenjani 40' Armando Sadiku 64' |       | 2' Abdelkarim Hassan | Profertil Arena, Hartberg Toeschouwers: 4.500 Scheidsrechter: Alexander Harkam (AUT) |

|                                                   |                    |       |                                                                  | |
| 3 juni Vriendschappelijk № 303 «onderlinge duels» | Albanië            | 1 – 3 | Oekraïne                                                         | Stadio Atleti Azzurri d'Italia, Bergamo Toeschouwers: 10.496 Scheidsrechter: Paolo Mazzoleni (ITA) |
| 3 juni Vriendschappelijk № 303 «onderlinge duels» | Armando Sadiku 12' |       | 8' Taras Stepanenko 49' Andriy Yarmolenko 87' Jevhen Konopljanka | Stadio Atleti Azzurri d'Italia, Bergamo Toeschouwers: 10.496 Scheidsrechter: Paolo Mazzoleni (ITA) |

| EK 2016 |
| ------- |

|                                                            |         |                 |             |                                                                                                 |
| 11 juni EK 2016 Groep A № 304 «onderlinge duels» 15:00 uur | Albanië | 0 – 1           | Zwitserland | Stade Bollaert-Delelis, Lens Toeschouwers: 33.805 Scheidsrechter: Carlos Velasco Carballo (ESP) |
| 11 juni EK 2016 Groep A № 304 «onderlinge duels» 15:00 uur |         | 5' Fabian Schär |             | Stade Bollaert-Delelis, Lens Toeschouwers: 33.805 Scheidsrechter: Carlos Velasco Carballo (ESP) |

|                                                            |                                           |       |         |                                                                                      |
| 15 juni EK 2016 Groep A № 305 «onderlinge duels» 21:00 uur | Frankrijk                                 | 2 – 0 | Albanië | Stade Vélodrome, Marseille Toeschouwers: 67.354 Scheidsrechter: William Collum (SCO) |
| 15 juni EK 2016 Groep A № 305 «onderlinge duels» 21:00 uur | Antoine Griezmann 90' Dimitri Payet 90+6' |       |         | Stade Vélodrome, Marseille Toeschouwers: 67.354 Scheidsrechter: William Collum (SCO) |

|                                                            |          |                    |         |                                                                                    |
| 19 juni EK 2016 Groep A № 306 «onderlinge duels» 21:00 uur | Roemenië | 0 – 1              | Albanië | Stade des Lumières, Lyon Toeschouwers: 49.752 Scheidsrechter: Pavel Královec (CZE) |
| 19 juni EK 2016 Groep A № 306 «onderlinge duels» 21:00 uur |          | 43' Armando Sadiku |         | Stade des Lumières, Lyon Toeschouwers: 49.752 Scheidsrechter: Pavel Královec (CZE) |

|  |  |  |  |  |  |  |  |  |

|                                                        |         |       |         |                                                             |
| 31 augustus Vriendschappelijk № 307 «onderlinge duels» | Albanië | 0 – 0 | Marokko | Loro Boriçistadion, Shkodër Scheidsrechter: Matej Jug (SLO) |
| 31 augustus Vriendschappelijk № 307 «onderlinge duels» |         |       |         | Loro Boriçistadion, Shkodër Scheidsrechter: Matej Jug (SLO) |

|                                                                             |                                   |       |                    |                                                                                      |
| 5 september Kwalificatie WK 2018 Groep G № 308 «onderlinge duels» 20:45 uur | Albanië                           | 2 – 1 | Macedonië          | Loro Boriçistadion, Shkodër Toeschouwers: 14.667 Scheidsrechter: Hüseyin Göçek (TUR) |
| 5 september Kwalificatie WK 2018 Groep G № 308 «onderlinge duels» 20:45 uur | Armando Sadiku 9' Bekim Balaj 81' |       | 51' Ezgjan Alioski | Loro Boriçistadion, Shkodër Toeschouwers: 14.667 Scheidsrechter: Hüseyin Göçek (TUR) |

|                                                                           |               |                                        |         |                                                                                |
| 6 oktober Kwalificatie WK 2018 Groep G № 309 «onderlinge duels» 20:45 uur | Liechtenstein | 0 – 2                                  | Albanië | Rheinparkstadion, Vaduz Toeschouwers: 5.864 Scheidsrechter: Tamás Bognár (HUN) |
| 6 oktober Kwalificatie WK 2018 Groep G № 309 «onderlinge duels» 20:45 uur |               | 11' (e.d.) Peter Jehle 71' Bekim Balaj |         | Rheinparkstadion, Vaduz Toeschouwers: 5.864 Scheidsrechter: Tamás Bognár (HUN) |

|                                                                           |         |                            |        |                                                                                    |
| 9 oktober Kwalificatie WK 2018 Groep G № 310 «onderlinge duels» 20:45 uur | Albanië | 0 – 2                      | Spanje | Loro Boriçistadion, Shkodër Toeschouwers: 15.900 Scheidsrechter: Bas Nijhuis (NED) |
| 9 oktober Kwalificatie WK 2018 Groep G № 310 «onderlinge duels» 20:45 uur |         | 55' Diego Costa 63' Nolito |        | Loro Boriçistadion, Shkodër Toeschouwers: 15.900 Scheidsrechter: Bas Nijhuis (NED) |

|                                                                             |         |                                                          |        |                                                                                |
| 12 november Kwalificatie WK 2018 Groep G № 311 «onderlinge duels» 20:45 uur | Albanië | 0 – 3                                                    | Israël | Elbasan Arena, Elbasan Toeschouwers: 7.600 Scheidsrechter: Deniz Aytekin (GER) |
| 12 november Kwalificatie WK 2018 Groep G № 311 «onderlinge duels» 20:45 uur |         | 18' (pen.) Eran Zahavi 66' Dan Einbinder 83' Eliran Atar |        | Elbasan Arena, Elbasan Toeschouwers: 7.600 Scheidsrechter: Deniz Aytekin (GER) |

### 2017
|                                                                          |                                               |       |         |                                                                                        |
| 24 maart Kwalificatie WK 2018 Groep G № 312 «onderlinge duels» 20:45 uur | Italië                                        | 2 – 0 | Albanië | Stadio Renzo Barbera, Palermo Toeschouwers: 33.136 Scheidsrechter: Slavko Vinčić (SLO) |
| 24 maart Kwalificatie WK 2018 Groep G № 312 «onderlinge duels» 20:45 uur | Daniele De Rossi 12' (pen.) Ciro Immobile 71' |       |         | Stadio Renzo Barbera, Palermo Toeschouwers: 33.136 Scheidsrechter: Slavko Vinčić (SLO) |

|                                                               |                 |       |                                      |                                                                                      |
| 28 maart Vriendschappelijk № 313 «onderlinge duels» 18:00 uur | Albanië         | 1 – 2 | Bosnië en Her.                       | Elbasan Arena, Elbasan Toeschouwers: 4.550 Scheidsrechter: Dimitar Meckarovski (MKD) |
| 28 maart Vriendschappelijk № 313 «onderlinge duels» 18:00 uur | Bekim Balaj 68' |       | 7' (pen.) Edin Džeko 42' Senad Lulić | Elbasan Arena, Elbasan Toeschouwers: 4.550 Scheidsrechter: Dimitar Meckarovski (MKD) |

|                                                             |                                   |       |                 |                                                                                      |
| 4 juni Vriendschappelijk № 314 «onderlinge duels» 19:00 uur | Luxemburg                         | 2 – 1 | Albanië         | Stade Josy Barthel, Luxemburg Toeschouwers: 3.052 Scheidsrechter: Tim Marshall (NIR) |
| 4 juni Vriendschappelijk № 314 «onderlinge duels» 19:00 uur | David Turpel 63' Kevin Malget 74' |       | 52' Odise Roshi | Stade Josy Barthel, Luxemburg Toeschouwers: 3.052 Scheidsrechter: Tim Marshall (NIR) |

|                                                                         |        |                                                           |         |                                                                                       |
| 11 juni Kwalificatie WK 2018 Groep G № 315 «onderlinge duels» 20:45 uur | Israël | 0 – 3                                                     | Albanië | Sammy Oferstadion, Haifa Toeschouwers: 15.150 Scheidsrechter: Aleksej Koelbakov (BLR) |
| 11 juni Kwalificatie WK 2018 Groep G № 315 «onderlinge duels» 20:45 uur |        | 22' Armando Sadiku 44' Armando Sadiku 71' Ledian Memushaj |         | Sammy Oferstadion, Haifa Toeschouwers: 15.150 Scheidsrechter: Aleksej Koelbakov (BLR) |

|                                                                             |                                 |       |               |                                                                                    |
| 2 september Kwalificatie WK 2018 Groep G № 316 «onderlinge duels» 18:00 uur | Albanië                         | 2 – 0 | Liechtenstein | Elbasan Arena, Elbasan Toeschouwers: 5.000 Scheidsrechter: Sergej Lapotsjkin (RUS) |
| 2 september Kwalificatie WK 2018 Groep G № 316 «onderlinge duels» 18:00 uur | Odise Roshi 54' Ansi Agolli 78' |       |               | Elbasan Arena, Elbasan Toeschouwers: 5.000 Scheidsrechter: Sergej Lapotsjkin (RUS) |

|                                                                             |                                  |       |                 |                                                                                   |
| 5 september Kwalificatie WK 2018 Groep G № 317 «onderlinge duels» 20:45 uur | Macedonië                        | 1 – 1 | Albanië         | Mladoststadion, Strumica Toeschouwers: 5.000 Scheidsrechter: Jonas Eriksson (SWE) |
| 5 september Kwalificatie WK 2018 Groep G № 317 «onderlinge duels» 20:45 uur | Aleksandar Trajkovski 78' (pen.) |       | 52' Odise Roshi | Mladoststadion, Strumica Toeschouwers: 5.000 Scheidsrechter: Jonas Eriksson (SWE) |

|                                                                           |                                           |       |         |                                                                                             |
| 6 oktober Kwalificatie WK 2018 Groep G № 318 «onderlinge duels» 20:45 uur | Spanje                                    | 3 – 0 | Albanië | Estadio José Rico Pérez, Alicante Toeschouwers: 25.397 Scheidsrechter: Aleksej Jeskov (RUS) |
| 6 oktober Kwalificatie WK 2018 Groep G № 318 «onderlinge duels» 20:45 uur | Rodrigo 16' Isco 23' Thiago Alcântara 26' |       |         | Estadio José Rico Pérez, Alicante Toeschouwers: 25.397 Scheidsrechter: Aleksej Jeskov (RUS) |

|                                                                           |         |                      |        |                                                                                          |
| 9 oktober Kwalificatie WK 2018 Groep G № 319 «onderlinge duels» 20:45 uur | Albanië | 0 – 1                | Italië | Loro Boriçistadion, Shkodër Toeschouwers: 14.700 Scheidsrechter: Svein Oddvar Moen (NOR) |
| 9 oktober Kwalificatie WK 2018 Groep G № 319 «onderlinge duels» 20:45 uur |         | 73' Antonio Candreva |        | Loro Boriçistadion, Shkodër Toeschouwers: 14.700 Scheidsrechter: Svein Oddvar Moen (NOR) |

|                                                                 |                                  |       |                                                       |                                                                                  |
| 13 oktober Vriendschappelijk № 320 «onderlinge duels» 19:30 uur | Turkije                          | 2 – 3 | Albanië                                               | Antalyastadion, Antalya Toeschouwers: 8.000 Scheidsrechter: Georgi Kabakov (BUL) |
| 13 oktober Vriendschappelijk № 320 «onderlinge duels» 19:30 uur | Cengiz Ünder 47' Emre Akbaba 60' |       | 24' Armando Sadiku 39' Armando Sadiku 55' Eros Grezda | Antalyastadion, Antalya Toeschouwers: 8.000 Scheidsrechter: Georgi Kabakov (BUL) |

### 2018
|                                                               |         |                   |           |                                                                                |
| 26 maart Vriendschappelijk № 321 «onderlinge duels» 19:00 uur | Albanië | 0 – 1             | Noorwegen | Elbasan Arena, Elbasan Toeschouwers: 5.000 Scheidsrechter: Fyodor Zammit (MLT) |
| 26 maart Vriendschappelijk № 321 «onderlinge duels» 19:00 uur |         | 70' Sigurd Rosted |           | Elbasan Arena, Elbasan Toeschouwers: 5.000 Scheidsrechter: Fyodor Zammit (MLT) |

|                                                             |         |                                                     |        |                                                                           |
| 29 mei Vriendschappelijk № 322 «onderlinge duels» 20:00 uur | Albanië | 0 – 3                                               | Kosovo | Letzigrund, Zürich Toeschouwers: 18.700 Scheidsrechter: Alain Bieri (SUI) |
| 29 mei Vriendschappelijk № 322 «onderlinge duels» 20:00 uur |         | 20' Arber Zeneli 51' Arber Zeneli 67' Edon Zhegrova |        | Letzigrund, Zürich Toeschouwers: 18.700 Scheidsrechter: Alain Bieri (SUI) |

|                                                             |                   |       |                                                                                             |                                                                                                   |
| 3 juni Vriendschappelijk № 323 «onderlinge duels» 16:00 uur | Albanië           | 1 – 4 | Oekraïne                                                                                    | Stade Camille Fournier, Évian-les-Bains Toeschouwers: 600 Scheidsrechter: François Letexier (FRA) |
| 3 juni Vriendschappelijk № 323 «onderlinge duels» 16:00 uur | Emanuele Ndoj 89' |       | 31' Yevhen Konoplyanka 35' Andriy Yarmolenko 45+1' Andriy Yarmolenko 90' Yevhen Konoplyanka | Stade Camille Fournier, Évian-les-Bains Toeschouwers: 600 Scheidsrechter: François Letexier (FRA) |

|                                                                             |                   |       |        |                                                                                |
| 7 september UEFA Nations League Groep C1 № 324 «onderlinge duels» 20:45 uur | Albanië           | 1 – 0 | Israël | Elbasan Arena, Elbasan Toeschouwers: 4.126 Scheidsrechter: Viktor Kassai (HUN) |
| 7 september UEFA Nations League Groep C1 № 324 «onderlinge duels» 20:45 uur | Taulant Xhaka 55' |       |        | Elbasan Arena, Elbasan Toeschouwers: 4.126 Scheidsrechter: Viktor Kassai (HUN) |

|                                                                              |                                                |       |         |                                                                            |
| 10 september UEFA Nations League Groep C1 № 325 «onderlinge duels» 19:45 uur | Schotland                                      | 2 – 0 | Albanië | Hampden Park, Glasgow Toeschouwers: 17.455 Scheidsrechter: Matej Jug (SLO) |
| 10 september UEFA Nations League Groep C1 № 325 «onderlinge duels» 19:45 uur | Berat Gjimshiti 47' (e.d.) Steven Naismith 68' |       |         | Hampden Park, Glasgow Toeschouwers: 17.455 Scheidsrechter: Matej Jug (SLO) |

|                                                                 |         |       |          |                                                        |
| 10 oktober Vriendschappelijk № 326 «onderlinge duels» 20:00 uur | Albanië | 0 – 0 | Jordanië | Elbasan Arena, Elbasan Scheidsrechter: Genc Nuza (KOS) |
| 10 oktober Vriendschappelijk № 326 «onderlinge duels» 20:00 uur |         |       |          | Elbasan Arena, Elbasan Scheidsrechter: Genc Nuza (KOS) |

|                                                                            |                             |       |         |                                                                                     |
| 14 oktober UEFA Nations League Groep C1 № 327 «onderlinge duels» 21:45 uur | Israël                      | 2 – 0 | Albanië | Turnerstadion, Beersheba Toeschouwers: 14.950 Scheidsrechter: Paolo Mazzoleni (ITA) |
| 14 oktober UEFA Nations League Groep C1 № 327 «onderlinge duels» 21:45 uur | Tomer Hemed 8' Dia Seba 83' |       |         | Turnerstadion, Beersheba Toeschouwers: 14.950 Scheidsrechter: Paolo Mazzoleni (ITA) |

|                                                                             |         |                                                                                  |           |                                                                                            |
| 17 november UEFA Nations League Groep C1 № 328 «onderlinge duels» 20:45 uur | Albanië | 0 – 4                                                                            | Schotland | Loro Boriçistadion, Shkodër Toeschouwers: 8.632 Scheidsrechter: Vladislav Bezborodov (RUS) |
| 17 november UEFA Nations League Groep C1 № 328 «onderlinge duels» 20:45 uur |         | 14' Ryan Fraser 45+2' (pen.) Steven Fletcher 55' James Forrest 66' James Forrest |           | Loro Boriçistadion, Shkodër Toeschouwers: 8.632 Scheidsrechter: Vladislav Bezborodov (RUS) |

|                                                                  |                        |       |       |                                                                                   |
| 20 november Vriendschappelijk № 329 «onderlinge duels» 20:00 uur | Albanië                | 1 – 0 | Wales | Elbasan Arena, Elbasan Toeschouwers: 3.000 Scheidsrechter: Dejan Jakimovski (MKD) |
| 20 november Vriendschappelijk № 329 «onderlinge duels» 20:00 uur | Bekim Balaj 58' (pen.) |       |       | Elbasan Arena, Elbasan Toeschouwers: 3.000 Scheidsrechter: Dejan Jakimovski (MKD) |

### 2019
|                                                                          |         |                                       |         |                                                                                       |
| 22 maart Kwalificatie EK 2020 Groep H № 330 «onderlinge duels» 20:45 uur | Albanië | 0 – 2                                 | Turkije | Loro Boriçistadion, Shkodër Toeschouwers: 11.730 Scheidsrechter: Tobias Stieler (GER) |
| 22 maart Kwalificatie EK 2020 Groep H № 330 «onderlinge duels» 20:45 uur |         | 21' Burak Yılmaz 55' Hakan Çalhanoğlu |         | Loro Boriçistadion, Shkodër Toeschouwers: 11.730 Scheidsrechter: Tobias Stieler (GER) |

|                                                                          |         |                                                       |         |                                                                                         |
| 25 maart Kwalificatie EK 2020 Groep H № 331 «onderlinge duels» 20:45 uur | Andorra | 0 – 3                                                 | Albanië | Estadi Nacional, Andorra la Vella Toeschouwers: 1.373 Scheidsrechter: Filip Glova (SLO) |
| 25 maart Kwalificatie EK 2020 Groep H № 331 «onderlinge duels» 20:45 uur |         | 21' Armando Sadiku 87' Bekim Balaj 90+6' Amir Abrashi |         | Estadi Nacional, Andorra la Vella Toeschouwers: 1.373 Scheidsrechter: Filip Glova (SLO) |

|                                                                        |                        |       |         |                                                                                    |
| 8 juni Kwalificatie EK 2020 Groep H № 332 «onderlinge duels» 15:00 uur | IJsland                | 1 – 0 | Albanië | Laugardalsvöllur, Reykjavik Toeschouwers: 8.968 Scheidsrechter: Bobby Madden (SCO) |
| 8 juni Kwalificatie EK 2020 Groep H № 332 «onderlinge duels» 15:00 uur | Jóhann Guðmundsson 22' |       |         | Laugardalsvöllur, Reykjavik Toeschouwers: 8.968 Scheidsrechter: Bobby Madden (SCO) |

|                                                                         |                                           |       |          |                                                                                   |
| 11 juni Kwalificatie EK 2020 Groep H № 333 «onderlinge duels» 20:45 uur | Albanië                                   | 2 – 0 | Moldavië | Elbasan Arena, Elbasan Toeschouwers: 5.004 Scheidsrechter: Ville Nevalainen (FIN) |
| 11 juni Kwalificatie EK 2020 Groep H № 333 «onderlinge duels» 20:45 uur | Sokol Cikalleshi 66' Ylber Ramadani 90+3' |       |          | Elbasan Arena, Elbasan Toeschouwers: 5.004 Scheidsrechter: Ville Nevalainen (FIN) |

|                                                                             |                                                                            |       |                             |                                                                                           |
| 7 september Kwalificatie EK 2020 Groep H № 334 «onderlinge duels» 20:45 uur | Frankrijk                                                                  | 4 – 1 | Albanië                     | Stade de France, Saint-Denis Toeschouwers: 77.655 Scheidsrechter: Jesús Gil Manzano (ESP) |
| 7 september Kwalificatie EK 2020 Groep H № 334 «onderlinge duels» 20:45 uur | Kingsley Coman 8' Olivier Giroud 27' Kingsley Coman 68' Jonathan Ikoné 85' |       | 90' (pen.) Sokol Cikalleshi | Stade de France, Saint-Denis Toeschouwers: 77.655 Scheidsrechter: Jesús Gil Manzano (ESP) |

|                                                                              |                                                                            |       |                                              |                                                                                |
| 10 september Kwalificatie EK 2020 Groep H № 335 «onderlinge duels» 20:45 uur | Albanië                                                                    | 4 – 2 | IJsland                                      | Elbasan Arena, Elbasan Toeschouwers: 8.652 Scheidsrechter: Ivan Kružliak (SLO) |
| 10 september Kwalificatie EK 2020 Groep H № 335 «onderlinge duels» 20:45 uur | Kastriot Dermaku 32' Elseid Hysaj 32' Odise Roshi 79' Sokol Cikalleshi 83' |       | 47' Gylfi Sigurðsson 58' Kolbeinn Sigþórsson | Elbasan Arena, Elbasan Toeschouwers: 8.652 Scheidsrechter: Ivan Kružliak (SLO) |

|                                                                            |                |       |         |                                                                                             |
| 11 oktober Kwalificatie EK 2020 Groep H № 336 «onderlinge duels» 21:45 uur | Turkije        | 1 – 0 | Albanië | Şükrü Saracoğlustadion, Istanboel Toeschouwers: 47.000 Scheidsrechter: Ovidiu Haţegan (ROM) |
| 11 oktober Kwalificatie EK 2020 Groep H № 336 «onderlinge duels» 21:45 uur | Cenk Tosun 90' |       |         | Şükrü Saracoğlustadion, Istanboel Toeschouwers: 47.000 Scheidsrechter: Ovidiu Haţegan (ROM) |

|                                                                            |          |                                                                     |         |                                                                                     |
| 14 oktober Kwalificatie EK 2020 Groep H № 337 «onderlinge duels» 21:45 uur | Moldavië | 0 – 4                                                               | Albanië | Stadionul Zimbru, Chisinau Toeschouwers: 4.367 Scheidsrechter: Chris Kavanagh (ENG) |
| 14 oktober Kwalificatie EK 2020 Groep H № 337 «onderlinge duels» 21:45 uur |          | 22' Sokol Cikalleshi 34' Keidi Bare 40' Lorenc Trashi 90' Rey Manaj |         | Stadionul Zimbru, Chisinau Toeschouwers: 4.367 Scheidsrechter: Chris Kavanagh (ENG) |

|                                                                             |                              |       |                                             |                                                                                |
| 14 november Kwalificatie EK 2020 Groep H № 338 «onderlinge duels» 20:45 uur | Albanië                      | 2 – 2 | Andorra                                     | Elbasan Arena, Elbasan Toeschouwers: 4.260 Scheidsrechter: Kristo Tohver (EST) |
| 14 november Kwalificatie EK 2020 Groep H № 338 «onderlinge duels» 20:45 uur | Bekim Balaj 6' Rey Manaj 55' |       | 18' Cristian Martínez 48' Cristian Martínez | Elbasan Arena, Elbasan Toeschouwers: 4.260 Scheidsrechter: Kristo Tohver (EST) |

|                                                                             |         |                                           |           |                                                                                  |
| 17 november Kwalificatie EK 2020 Groep H № 339 «onderlinge duels» 20:45 uur | Albanië | 0 – 2                                     | Frankrijk | Arena Kombëtare, Tirana Toeschouwers: 19.228 Scheidsrechter: Slavko Vinčić (SLO) |
| 17 november Kwalificatie EK 2020 Groep H № 339 «onderlinge duels» 20:45 uur |         | 9' Corentin Tolisso 30' Antoine Griezmann |           | Arena Kombëtare, Tirana Toeschouwers: 19.228 Scheidsrechter: Slavko Vinčić (SLO) |

FSHF · A-internationals · Bondscoaches · Statistieken · Albanees vrouwenelftal · Olympisch elftal · Albanië U21 · Albanië U20 · Albanië U19 · Albanië U18 · Albanië U17 · Albanië U16
1946 – 1949 · 
1950 – 1959 · 
1960 – 1969 · 
1970 – 1979 · 
1980 – 1989 · 
1990 – 1999 · 
2000 – 2009 · 
2010 – 2019 ·
2020 – 2029
EK 2016 · EK 2024
1946 · 
1947 · 
1948 · 
1949 · 
1950 · 
1951 · 
1952 · 
1953 · 
1954 · 1955 · 1956 · 
1957 · 
1958 · 
1959 · 1960 · 1961 · 1962 · 
1963 · 
1964 · 
1965 · 
1966 · 
1967 · 
1968 · 1969 · 
1970 · 
1971 · 
1972 · 
1973 · 
1974 · 1975 · 
1976 · 
1977 · 1978 · 1979 · 
1980 · 
1981 · 
1982 · 
1983 · 
1984 · 
1985 · 
1986 · 
1987 · 
1988 · 
1989 · 
1990 · 
1991 · 
1992 · 
1993 · 
1994 · 
1995 · 
1996 · 
1997 · 
1998 · 
1999 · 
2000 · 
2001 · 
2002 · 
2003 · 
2004 · 
2005 · 
2006 · 
2007 · 
2008 · 
2009 · 
2010 · 
2011 · 
2012 · 
2013 · 
2014 · 
2015 · 
2016 · 
2017 · 
2018 ·
2019 ·
2020 ·
2021 ·
2022 ·
2023 ·
2024
Algerije ·
Andorra ·
Argentinië ·
Armenië ·
Azerbeidzjan ·
Bahrein ·
België ·
Bosnië en Herzegovina ·
Bulgarije ·
Chili ·
China ·
Cuba ·
Cyprus ·
DDR ·
Denemarken ·
Duitsland ·
Engeland ·
Estland ·
Faeröer ·
Finland ·
Frankrijk ·
Georgië ·
Griekenland ·
Hongarije ·
Ierland ·
IJsland ·
Iran ·
Israël · 
Italië ·
Joegoslavië ·
Jordanië ·
Kameroen ·
Kazachstan ·
Kosovo ·
Kroatië ·
Letland ·
Liechtenstein ·
Litouwen ·
Luxemburg ·
Malta ·
Marokko ·
Mexico ·
Moldavië ·
Montenegro ·
Nederland ·
Noord-Ierland ·
Noord-Macedonië ·
Noorwegen ·
Oekraïne ·
Oezbekistan ·
Oostenrijk ·
Polen ·
Portugal ·
Qatar ·
Roemenië ·
Rusland ·
San Marino ·
Saoedi-Arabië ·
Schotland ·
Servië ·
Slovenië ·
Spanje ·
Tsjechië ·
Tsjecho-Slowakije ·
Turkije ·
Vietnam ·
Wales ·
Wit-Rusland ·
Zweden ·
Zwitserland
Frankrijk (2016) · 
Roemenië (2016) · 
Zwitserland (2016)
AFC-zone: Afghanistan · Australië · Bahrein · Bangladesh · Bhutan · Brunei · Cambodja · China · Chinees Taipei · Filipijnen · Guam · Hongkong · India · Indonesië · Iran · Irak · Japan · Jemen · Jordanië · Koeweit · Kirgizië · Laos · Libanon · Macau · Maleisië · Maldiven · Mongolië · Myanmar · Nepal · Noord-Korea · Oezbekistan · Oman · Oost-Timor · Pakistan · Palestina · Qatar · Saoedi-Arabië · Singapore · Sri Lanka · Syrië · Tadjikistan · Thailand · Turkmenistan · Verenigde Arabische Emiraten · Vietnam · Zuid-Korea

CAF-zone: Algerije · Angola · Benin · Botswana · Burkina Faso · Burundi · Centraal-Afrikaanse Republiek · Comoren · Congo-Brazzaville · Congo-Kinshasa · Djibouti · Egypte · Equatoriaal-Guinea · Eritrea · Ethiopië · Gabon · Gambia · Ghana · Guinee · Guinee-Bissau · Ivoorkust · Kaapverdië · Kameroen · Kenia · Lesotho · Liberia · Libië · Madagaskar · Malawi · Mali · Mauritanië · Mauritius · Marokko · Mozambique · Namibië · Niger · Nigeria · Oeganda · Rwanda · Sao Tomé en Principe · Senegal · Seychellen · Sierra Leone · Soedan · Somalië · Swaziland · Tanzania · Togo · Tsjaad · Tunesië · Zambia · Zimbabwe · Zuid-Afrika · Zuid-Soedan 

CONCACAF-zone: Amerikaanse Maagdeneilanden · Anguilla · Antigua en Barbuda · Aruba · Bahama's · Barbados · Belize · Bermuda · Britse Maagdeneilanden · Canada · Kaaimaneilanden · Costa Rica · Cuba · Curaçao · Dominica · Dominicaanse Republiek · El Salvador · Frans Guyana · Grenada · Guadeloupe · Guatemala · Guyana · Haïti · Honduras · Jamaica · Martinique · Mexico · Montserrat · 
Nicaragua · Panama · Puerto Rico · Saint Kitts en Nevis · Saint Lucia · Saint Vincent en de Grenadines · Sint Maarten · Suriname · Trinidad en Tobago · Turks- en Caicoseilanden · Verenigde Staten

CONMEBOL-zone: Argentinië · Bolivia · Brazilië · Chili · Colombia · Ecuador · Paraguay · Peru · Uruguay · Venezuela

OFC-zone: Amerikaans-Samoa · Cookeilanden · Fiji · Nieuw-Caledonië · Nieuw-Zeeland · Papoea-Nieuw-Guinea · Samoa · Salomoneilanden · Tahiti · Tonga · Vanuatu

UEFA-zone: Albanië · Andorra · Armenië · Azerbeidzjan · België · Bosnië en Herzegovina · Bulgarije · Cyprus · Denemarken · Duitsland · Engeland · Estland · Faeröer · Finland · Frankrijk · Georgië · Gibraltar · Griekenland · Hongarije · IJsland · Ierland · Israël · Italië · Kazachstan · Kosovo · Kroatië · Letland · Liechtenstein · Litouwen · Luxemburg · Macedonië · Malta · Moldavië · Montenegro · Nederland · Noord-Ierland · Noorwegen · Oekraïne · Oostenrijk · Polen · Portugal · Roemenië · Rusland · San Marino · Schotland · Servië · Slovenië · Slowakije · Spanje · Tsjechië · Turkije · Wales · Wit-Rusland · Zweden · Zwitserland